# Spartiaten
Die Spartiaten waren Vollbürger Spartas und erhielten eine besondere militärische Ausbildung. Sie bezeichneten sich selbst als Ὅμοιοι (Homoioi), was so viel heißt wie die sich gleichen. Im Gegensatz zu den Hypomeiones galten die Homoioi als vollberechtigt. In den Quellentexten werden die Homoioi als die Gruppe der Gleichberechtigten bezeichnet.
Während der Blütezeit Spartas im 6. Jahrhundert v. Chr. betrug ihre Zahl etwa 8000 Mann, doch nahm diese Zahl nach den Perserkriegen ab. Für ca. 480 v. Chr. wird die Anzahl von Spartiaten jeden Alters und Geschlechts auf ca. 23.000 berechnet, sowie die Anzahl der Heloten auf etwa 75.000 bis 118.000 geschätzt. Sie waren bei einer Einwohnerzahl des lakedaimonischen Staats von etwa 50.000 (ohne Sklaven) eine herrschende Minderheit. Daher kam es einer Katastrophe gleich, wenn bei einer einzelnen Schlacht einige Hundert Spartiaten umkamen, wie in der Schlacht bei den Thermopylen oder der Schlacht bei Leuktra, oder gefangen genommen wurden, wie auf Sphakteria im Peloponnesischen Krieg. Im 3. Jahrhundert v. Chr. betrug die Anzahl kaum noch 1000 Mann.

## Erziehung
Die spartanische Erziehung (agoge) zeichnete sich durch Abhärtung, Kampfsport, Disziplin und das Verbot aller das Leben erleichternden Bequemlichkeiten aus. Sie galt als besonders streng. Auch die Mädchen wurden zu Härte und Körperbeherrschung erzogen, denn man glaubte, dass nur starke Frauen auch starke Kinder gebären würden. Ein neugeborener Spartiat wurde einer strengen Auslese vor der Gerusia, dem spartanischen Ältestenrat, unterzogen. Die Gerusia entschied, ob er die Qualitäten eines zukünftigen Vollbürgers besaß und am Leben bleiben durfte. Galt das Kind als nicht überlebensfähig, wurde es ausgesetzt oder von einer Klippe gestürzt. Bis zum 7. oder 8. Lebensjahr lebten Jungen und Mädchen bei ihren Eltern. Danach wurden die Jungen in eine sogenannte „Herde“ eingegliedert – eine Gruppe Gleichaltriger, die einem Befehlshaber bedingungslos zu gehorchen hatte. Dadurch, dass die Eltern in der Erziehung des Spartiaten keinen Einfluss mehr hatten, übernahmen die Befehlshaber ab diesem Zeitpunkt die volle Verantwortung für die heranwachsenden Spartiaten. Innerhalb dieser staatlichen Erziehung übernahmen die Eirenen die Erziehung der Kinder, während diese durch das Amt des paidonómos wiederum kontrolliert, überwacht und bestraft wurden.
Zwar lernten sie auch Lesen und Schreiben, doch geprägt war der Alltag in solch einer Gemeinschaft durch die (sehr harte) körperliche Ausbildung, die der Abhärtung diente und welche als wichtiger galt als die geistige Bildung. Mit etwa 14 Jahren endete die „Grundausbildung“, der körperliche Drill setzte sich jedoch fort. Das Ziel war es, die Wehrtüchtigkeit des Gemeinwesens beizubehalten, die Männer befanden sich daher in einem nahezu permanenten militärischen Training. Eine Form der Ausbildung bestand darin, dass junge Spartiaten in einem Wettspiel Essen stahlen. Wer dabei ertappt wurde, erhielt Prügel, weil er zu ungeschickt war und sich erwischen ließ. Ungehorsamkeiten und Vergehen wurden ebenfalls mit Prügel bestraft. Auch wurden sie in der Debattierkunst unterrichtet. Ihre Reden sollten möglichst sachlich und kurz sein. Noch heute wird der Ausdruck „lakonische Rede“ gebraucht. Die Erziehung dauerte bis zum 18. Lebensjahr; die jungen Männer blieben jedoch bis zum 30. Lebensjahr kaserniert und erhielten erst dann das volle Bürgerrecht.
Dass die Spartiaten ihre gesamte Jugend mit Gleichaltrigen verbrachten und unter der ständigen Aufsicht von älteren Männern, bot eine Grundlage für die Knabenliebe. Allerdings hatten nicht nur die Spartiaten eine intime Beziehung zu ihren Befehlshabern, auch die Mädchen hatten laut Überlieferungen eine intime Beziehung zu ihren Paten. Die agoge wurde angeblich mit einem Ritual beendet, bei dem die jungen Männer ihre erste wirkliche ernsthafte Kampferfahrung machen sollten, indem sie über die Heloten herfielen. Allerdings sind derartige Berichte erst aus späterer Zeit überliefert, so dass ihr Wahrheitsgehalt nicht einwandfrei zu klären ist.

## Männer
Die Männer wiederum wurden regelrecht ermutigt, eine Ehe einzugehen und Kinder zu zeugen, dennoch nahm im Laufe der Zeit die Geburtenrate dramatisch ab. Es wurden zahlreiche Namen für das Männermahl überliefert, der gebräuchlichste lautet Syssitia. Die Männermahle umfassten jeweils rund 15 Mitglieder, die aus jüngeren und älteren Spartiaten bestand. Das Streben nach Harmonie war in dieser Gemeinschaft sehr wichtig, so dass die Konstellation der älteren und jüngeren Spartiaten nahezu unverändert blieb. Durchaus konnten weitere Spartiaten in diese Gemeinschaft aufgenommen werden, jedoch nur, wenn die Harmonie nicht beeinträchtigt wurde. Die Mitgliedschaft in der Syssitia war eine Grundvoraussetzung für das spartanische Bürgerrecht. Jedoch konnte man nur daran teilnehmen, wenn man die agoge durchlaufen hatte. Während der archaischen und klassischen Zeit war die Teilnahme an der Syssitia absolute Pflicht. Seit dem 5. Jh. v. Chr. waren selbst die spartanischen Könige verpflichtet, der Syssitia nachzugehen. Zudem musste seitens der Spartiaten ein adäquater Grundbesitz vorhanden sein, damit sie die Beiträge bezahlen könnten. Die Spartiaten, die in diese Speisegesellschaften aufgenommen wurden, nannte man Syssitien. Aus der Speisegemeinschaft konnte man, wenn man nicht in der Lage war die Beiträge zu bezahlen, ausgestoßen werden. Zu den Beiträgen gehörten Naturalien wie Gerstenmehl, Wein, Käse, Feigen, aber auch Geld. Die Höhe der Beiträge war für alle Mitglieder, egal ob reich oder arm, gleich. Dies führte dazu, dass nach einer gewissen Zeit manche Syssitien die Beiträge nicht mehr zahlen konnten und aus der Speisegemeinschaft ausgestoßen wurden. Die Folge war die Herabstufung in der spartanischen Gesellschaft. Aus einem Vollbürger wurde nun ein hypomeiones, der seine Bürgerrechte verlor.

## Frauen
Mädchen trainierten schon früh, denn ihre Aufgabe sollte es sein, so viele den spartanischen Richtlinien entsprechende Kinder wie möglich zu gebären. Allerdings wurden sie von der Mutter, der im Haushalt aufgrund der langen Abwesenheit des Mannes eine besondere Rolle zufiel, auch sorgfältig unterrichtet. In Sparta war die Frau aufgrund der Zurückdrängung der Familie gesellschaftlich besser gestellt als im restlichen antiken Griechenland. Im Gegensatz zu athenischen Frauen verfügten spartanische Frauen über bemerkenswerte ökonomische Handlungsspielräume. Grund dafür war, neben der militärisch bedingten Männerabwesenheit, die Unterbindung der patrilinearen Erbfolge, mit welcher der spartanische Staat verhindern wollte, dass sich Monopole bildeten, und erwirken wollte, dass Ländereien dem Gemeingut zurückgeführt wurden.